# Legea privind ordinea publică din 1986 (UK)
Legea privind ordinea publică din 1986 (Public Order Act 1986, c. 64) este o lege⁠(d) a Parlamentului Regatului Unit care creează o serie de infracțiuni de ordine publică⁠(d). Acestea înlocuiesc infracțiuni similare de drept comun⁠(d) și părți ale Legii privind ordinea publică din 1936⁠(d). Legea pune în aplicare recomandările ale Comisiei de Drept⁠(d).

## Context
Înainte de introducerea Legii privind ordinea publică din 1986, menținerea ordinii publice se baza pe diverse infracțiuni relevante de drept comun⁠(d) și pe Legea privind ordinea publică din 1936⁠(d). Mai mulți factori au influențat introducerea Legii privind ordinea publică din 1986. Tulburări publice semnificative, cum ar fi revolta de la Southall⁠(d) din 1979, revolta de la Brixton⁠(d) care s-a extins la alte orașe în 1981, precum și greva națională a minerilor⁠(d) și tulburările asociate acesteia între 1984 și 1985 - în special bătălia de la Orgreave⁠(d) din iunie 1984 – și bătălia de la Beanfield⁠(d) din iunie 1985. În plus, raportul Comisiei de Drept⁠(d) din 1983, Criminal Law: Offences Relating to Public Order (Infracțiuni legate de ordinea publică) a recomandat actualizarea legii.
Comisia de Drept și-a exprimat dorința de a continua să extindă codificarea legii în Anglia și Țara Galilor. Comisia a pledat pentru abolirea infracțiunilor de drept comun de încăierare⁠(d), revoltă⁠(d), derută⁠(d) și adunare ilegală⁠(d). Comisia a susținut că modificările pe care le-a recomandat la legislația privind ordinea publică au făcut-o mai practică și au făcut legea mai inteligibilă pentru instanțe și jurii.
Titlul lung al legii detaliază intenția Legii privind ordinea publică din 1986:
„O lege de abolire a infracțiunilor de drept comun de revoltă, derută, întrunire ilegală și încăierare și a anumitor infracțiuni legale legate de ordinea publică; de creare a unor noi infracțiuni legate de ordinea publică; de control al procesiunilor și întrunirilor publice; de control al stârnirii urii rasiale; de prevedere a excluderii anumitor infractori de la evenimentele sportive; să creeze o nouă infracțiune referitoare la contaminarea bunurilor sau la interferența cu acestea; să confere competența de a ordona anumitor intruși să părăsească terenul; să modifice secțiunea 7 din Conspiracy, and Protection of Property Act 1875⁠(d), secțiunea 1 din Prevention of Crime Act 1953⁠(d), partea V din Criminal Justice (Scotland) Act 1980⁠(d) și Sporting Events (Control of Alcohol etc. ) Act 1985; pentru abrogarea anumitor acte caduce sau inutile; și în scopuri conexe.”

## Infracțiuni

### Partea 1 – Noi infracțiuni
Secțiunea 1 – Revoltă⁠(d)
Secțiunea 2 – Tulburare violentă⁠(d)
Secțiunea 3 – Încăierare⁠(d)
Secțiunea 4 – Frica sau provocarea violenței⁠(d)
Secțiunea 4A – Hărțuire intenționată, alarmare sau primejdie⁠(d)
adăugat de secțiunea 154 din Legea privind justiția penală și ordinea publică din 1994⁠(d)
Secțiunea 5 – Hărțuire, alarmare sau primejdie⁠(d)

#### Secțiunea 8 – Interpretare
Această secțiune definește cuvintele „locuință” (dwelling) și „violență” (violence).

#### Secțiunea 9 – Infracțiuni desființate
Secțiunea 9(1) a desființat infracțiunile de drept comun⁠(d) de revoltă⁠(d), derută⁠(d), adunare ilegală⁠(d) și încăierare⁠(d).
Secțiunea 9(2) a desființat infracțiunile de la:
- secțiunea 1 din Legea privind petițiile tumultoase din 1661⁠(d)
- secțiunea 1 din Legea privind infracțiunile de transport maritim din 1793
- secțiunea 23 din Legea privind întâlnirile sedițioase din 1817⁠(d)
- secțiunea 5 din Legea privind ordinea publică din 1936⁠(d)

### Partea 2 – Procesiuni și adunări
Secțiunea 11 - Notificarea prealabilă a procesiunilor publice
prevede ca poliția să fie informată în scris cu cel puțin șase zile înainte de majoritatea procesiunilor publice, inclusiv detalii privind ora și traseul preconizate, precum și numele și adresa a cel puțin unei persoane care intenționează să le organizeze; creează infracțiuni pentru organizatorii unei procesiuni în cazul în care aceștia nu notifică suficient sau dacă procesiunea se abate de la ora sau traseul notificate
Secțiunea 12 – Impunerea de condiții privind procesiunile publice
conferă poliției competența de a impune condiții procesiunilor „pentru a preveni tulburările publice grave, daunele penale grave sau perturbarea gravă a vieții comunității”
Secțiunea 13 – Interzicerea procesiunilor publice
un ofițer șef de poliție are competența de a interzice procesiunile publice pentru o perioadă de până la trei luni, solicitând autorității locale un ordin de interzicere care trebuie confirmat ulterior de ministrul de interne.
Secțiunea 14 – Impunerea de condiții privind adunările publice
oferă poliției competența de a impune condiții privind adunările „pentru a preveni tulburările publice grave, daunele penale grave sau perturbarea gravă a vieții comunității”. Condițiile sunt limitate la specificarea
- numărul de persoane care pot participa,
- locul de desfășurare a adunării și
- durata maximă a acesteia.

Secțiunea 14A – Interzicerea adunărilor cu infracționalitate
adăugat de secțiunea 70 din Legea privind justiția penală și ordinea publică din 1994⁠(d), pentru a controla „rave-urile”
Secțiunea 16 – Adunare publică
Inițial însemna o adunare de 20 sau mai multe persoane într-un loc public care este în întregime sau parțial în aer liber. Legea privind comportamentul antisocial din 2003⁠(d) a modificat legea pentru a reduce numărul minim de persoane dintr-o adunare la două și a eliminat cerința de a fi în aer liber.

### Părțile 3 și 3A – Ura rasială și religioasă și ura pe motive de orientare sexuală
Dacă actul are scopul de a stârni ura rasială⁠(d), Partea 3 a Legii creează infracțiuni de
- utilizarea cuvintelor sau comportamentului sau afișarea de materiale scrise (secțiunea 18),
- publicarea sau distribuirea de materiale scrise (secțiunea 19),
- reprezentarea publică a unei piese de teatru (secțiunea 20),
- distribuirea, afișarea sau redarea unei înregistrări (secțiunea 21),
- radiodifuziune (secțiunea 22). sau
- posesia de material inflamator rasial (secțiunea 23)

Actele menite să stârnească ura religioasă⁠(d) sunt interzise în POA Partea 3A prin Legea privind ura rasială și religioasă din 2006⁠(d) (RRHA), prin introducerea noilor secțiuni 29A-29N. Proiectul de lege RRHA, care a fost introdus de ministrul de interne David Blunkett⁠(d), a fost modificat de mai multe ori în Camera Lorzilor și, în cele din urmă, guvernul Blair a fost forțat să accepte cuvintele înlocuitoare⁠(d).
Provocarea urii pe motive de orientare sexuală urma să fie interzisă prin Legea privind justiția penală și imigrație din 2008⁠(d) în POA Partea 3A secțiunea 29AB. Această legislație a fost introdusă de deputatul David Hanson⁠(d).

## Legea și articolul 11 din CEDO
Legea ar trebui analizată în raport cu articolul 11 din Convenția Europeană a Drepturilor Omului, care acordă persoanelor dreptul de întrunire (pașnică) și libertatea de asociere cu alte persoane.

## Controverse

### Folosirea greșită a secțiunii 14
Poliția a fost acuzată de protestatari și de jurnaliști de utilizarea abuzivă a puterilor conferite de articolul 14 în mai multe rânduri. În timpul protestelor de la summitul G-20 de la Londra din 2009⁠(d), jurnaliștii au fost forțați să părăsească protestele de către poliție, care i-a amenințat cu arestarea.

### Campania de reformare a secțiunii 5
Campania „Reform Section 5” a fost înființată în mai 2012 pentru a obține sprijin pentru modificarea articolului 5 și a condus la creșterea pragului de la „abuziv sau insultător” la strict „abuziv” pentru exprimarea restricționată de lege. S-a raportat că numai în temeiul secțiunii 5, 51.285 de persoane au fost condamnate între 2001 și 2003, dintre care 8.489 aveau între 10 și 17 ani.
Campania a fost susținută de o serie de grupuri și persoane celebre. Printre acestea s-au numărat National Secular Society⁠(d), Christian Institute⁠(d), Bow Group, Big Brother Watch⁠(d), Peter Tatchell Foundation⁠(d) și The Freedom Association⁠(d). Actorii Rowan Atkinson și Stephen Fry și-au exprimat, de asemenea, sprijinul.
În 2013, un amendament al Camerei Lorzilor la un viitor proiect de lege privind criminalitatea și tribunalul a însemnat eliminarea termenului „insultă” din definiția articolului 5 din Legea privind ordinea publică din 1986. Un document de informare ulterior al Camerei Comunelor a recunoscut acceptarea amendamentului de către guvern și a detaliat motivele deciziei sale.

## Amendamente propuse
În 2021, guvernul a publicat proiectul de lege privind poliția, criminalitatea, condamnările și instanțele judecătorești⁠(d), care ar urma să modifice și să consolideze Legea privind ordinea publică din 1986 în anumite moduri, inclusiv prin extinderea restricțiilor pe care poliția le poate impune în cazul protestelor și demonstrațiilor, prin impunerea unor condiții privind protestele desfășurate de o singură persoană și prin definirea a ceea ce se înțelege prin proteste care cauzează „perturbări grave” comunităților mai largi.